# Macoun (manzana)
Macoun es una variedad cultivar de manzano (Malus domestica). 
Criado en la "New York State Agricultural Experiment Station" (Estación experimental agrícola del estado de Nueva York), Geneva Estados Unidos por Richard Wellington. Fue descrito por primera vez en 1918 e introducido en 1923. Las frutas tienen una carne crujiente, tierna y blanca con un sabor dulce y perfumado.

## Sinónimos
- "Mekaun".

## Historia
'Macoun' es una variedad de manzana, desarrollada por el cruce de McIntosh x Jersey Black, conseguida en 1923 por Richard Wellington en la estación experimental agrícola del estado de Nueva York en Geneva, Nueva York (EE. UU.) e introducido en 1932. Fue nombrado en honor a William Macoun, "Dominion Horticulturist at Canada's Central Experimental Farm", granja cerca de Ottawa.
'Macoun' se cultiva en la National Fruit Collection con el número de accesión: "1929-040" y nombre de accesión : Macoun.

## Características

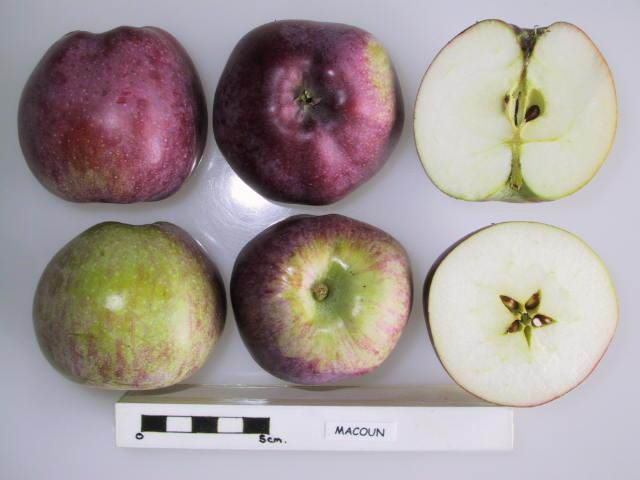
La Manzana 'Macoun' seccionada.

'Macoun' árbol resistente, vigoroso y porte erecto. Da fruto en espuelas; comienza a dar frutos después de los seis años o más, pero produce cosechas  anuales, alternando entre escasos y abundantes; se desarrolla mejor en climas más fríos y soleados, está recomendada para zonas de rusticidad mínima 4 – máxima 7. Susceptible a la caída de fruta. Tiene un tiempo de floración que comienza a partir del 4 de mayo con el 10% de floración, para el 9 de mayo tiene una floración completa (80%), y para el 16 de mayo tiene un 90% caída de pétalos.
Macoun' tiene una talla de fruto mediano cuando se entresaca adecuadamente los frutos cuajados iniciales, de lo contrario es pequeña (contrañada); forma cónico redonda, que tiende a la forma redonda, con una altura de 49.00mm, y con una anchura de 65.00mm; con nervaduras débiles, algunas nervaduras vagas en los costados y alrededor del ojo; epidermis con color de fondo amarillo blanquecino, con un sobre color rojo, importancia del sobre color alto-muy alto, y patrón del sobre color rayado, con rubores y rayas rojas profundas, por lo general, desarrolla una floración azulada a medida que madura, con "russeting" (pardeamiento áspero superficial que presentan algunas variedades) muy bajo; pedúnculo corto y robusto, colocado en una cavidad poco profunda; carne de color blanco verdoso muy claro, crujiente, jugosa y dulce con un sabor picante a fresa. Tiende a presentar zonas dañadas con bastante facilidad.
Su tiempo de recogida de cosecha se inicia a mediados de septiembre. Propensa a dañarse. Se mantiene hasta cinco meses en almacenamiento en frío, pero con el riesgo de volverse harinoso.

## Progenie
'Macoun' es el Parental-Madre de las variedades de manzana:
- Holiday
- Liberty
- Burgundy[4]

## Usos
Pensado como una manzana fresca para comer, pero a menudo también se usa para compota de manzana y pasteles. Mantiene bien su forma al hornear. Una buena adición a una ensalada.

## Ploidismo
Diploide, auto estéril. Grupo de polinización: C, Día 11.

## Susceptibilidades
- Antracnosis: ataque fuerte
- Moteado: ataque fuerte
- Fuego bacteriano: ataque medio[6]